# Abderaouf Chouiter
Abderaouf Chouiter (en arabe : عبد الرؤوف شويطر) est un footballeur algérien né le 8 juin 1991 à Kouba dans la wilaya d'Alger. Il évolue au poste d'allier gauche.

## Biographie
Il évolue en première division algérienne avec les clubs du NA Hussein Dey et du MC Oran.
Il dispute la Coupe de la confédération saison 2018-19 avec le NAHD. Il joue 10 matchs en inscrivant un but dans cette compétition africaine.
En septembre 2020, il revient au sein du NA Hussein Dey.